# Arkalyk
Arkalyk (cazaque:Арқалық) é uma cidade na província de Kostanay, no nordeste do Cazaquistão.
Anteriormente, a cidade era o centro da província de Torgay, que foi abolida em 1997, e hoje transformada na região de Torgay, dentro da província de Kostanay. Sua população é de cerca de 45 mil habitantes (censo 2005).
O Centro de Negócios de Arkalyc descreve a cidade como uma cidade de mineiros e de administradores regionais. Historicamente, Arkalyc tem sido um dos centros do programa espacial soviético, hoje do programa espacial russo. Os cosmonautas das missões Soyuz, ao retornarem à Terra e pousarem nas estepes do Casaquistão, são levados primeiro ao centro de recepção de Arkalyc antes de voltarem à base de lançamentos de Baikonur, o principal centro espacial da Rússia.
A cidade tem seu próprio aeroporto, que leva seu nome.

## História
Arkalyk fundada em 1956 como um estabelecimento de geólogos e construtores. Seu nascimento, ele é obrigado a abrir aqui nos anos do pós-guerra, para os depósitos de material (matéria-prima para a produção de bauxita em alumínio). 17 de maio de 1956 aprovou uma resolução conjunta do CC do PCUS e do Conselho de Ministros da URSS, em que uma linha separada estava escrito: "Com base nos depósitos de bauxita Amangeldy construídas e colocadas em operação Torgai minas de bauxita. Em 1960 foi declarado o Arkalyk All-choque União Komsomol edifício, ali estava o bando de jovens de toda a URSS. Em 1965 Arkalyk foi concedido o estatuto de cidade em 1971 se tornou o centro da área Turgay recém-criado.
Na city 1980 atingiu o seu auge: funcionava à base de carne, avícola, laticínios, elevador de grãos, uma fábrica de cerâmica, fábrica de costura, as peças de rádio da fábrica, iniciou a construção da fábrica de motores de aeronaves; Turgay mina de bauxita (TBRU) para produzir até 20% do minério de bauxita na URSS. No entanto, apesar dos avanços na produção industrial, a economia Turgai atrás no desenvolvimento de outras regiões do Cazaquistão, uma vez que a sua economia de 90% foi zonas agrícolas. Campo constantemente exigia subsídios provenientes do orçamento nacional, assim, em Junho de 1988, foi dissolvido e seu território dividido entre Kustanai Akmola e região. Da cidade, deixou de ser um centro regional, foi retirado da infra-estrutura (por exemplo, a estação de rádio regional), congelados uma série de promissores projetos industriais. 
Em 1989, os residentes ativos Arkalyk comissão organizadora foi formada para restaurar a região Turgay, graças ao tratamento por parte da liderança da República em Agosto de 1990, a região Turgay foi formada novamente, Arkalyk voltou a ser um centro regional. 
Degradação da cidade começou em 1993-1994: a produção entrou em declínio, a população começou a fugir para outras regiões do Cazaquistão, bem como na Rússia e na Alemanha. Se em 1991 a população era de 65 mil pessoas., Então, em 1999 - 61 mil pessoas. E agora, 42 mil pessoas. Interrompidos os serviços públicos: uma ocorrência diária foram falta de energia tempo de aquecimento e de abastecimento de água. Em 1997, a região Turgay foi dissolvida novamente, e novamente, seu território foi colocado sob a subordinação das áreas vizinhas. 
Vários bairros da cidade (7,9, e parte 6), foi completamente abandonada nos anos 2000. Na verdade, foi um processo complicado, otimização de faixa é concluída em 2000-2001. Empresários empreendedores de outras regiões do Cazaquistão desmanteladas as casas e levaram materiais de construção. 
Na virada do XX e do século XXI, as autoridades locais, uma campanha para realocar os moradores dos bairros remanescentes no centro da cidade compacta-definidos, reduzindo assim os custos de exploração das comunicações e melhorar significativamente a fiabilidade do abastecimento de água, aquecimento, electricidade e gás. 
Atualmente, a cidade de Arkalyk incluídos na lista de cidades deprimidas do Cazaquistão com um nível muito elevado de desemprego. 
Indústria na cidade é praticamente inexistente, exceto para as empresas que apoiam a subsistência da cidade, e Torgai mina de bauxita ea refinaria, parte da JSC "Casaquistão Alumínio". Todo o petróleo produzido é de minério de bauxita é enviada para a fundições de alumínio em Pavlodar e outras regiões. 
Escrever uma fábrica de alumínio em Arkalyk problemático por causa da falta do necessário para este poderosas fontes de água. 
Perspectivas Arkalyk dupla. Por um lado, a empresa de desenvolvimento urbano de minas - bauxita - nos próximos 15-20 anos vai esgotar o depósito e não será apenas possível de mineração de argila refratária. Por outro lado, na região tem um número de depósitos de outros minerais: Jean-Arkalyk levar ao campo raso (até 50 metros); depósito Akzhalskoe nefritoidov (materiais de revestimento e jóias); Akbulakskoe depósito de mármore branco, preto mármore campo Agyrzhalskoe, Jean-Arkalyk campo de águas minerais médica tabela. Revival Assim, ao investimento e desenvolvimento da organização destes depósitos pode ser econômica e social da região, um grande desenvolvimento urbano e crescimento populacional.

## Distritos
- 2 bairro
- 4 bairro-th
- 5 bairro-th
- 6-bairro (th não fazem parte do residencial)
- 7 bairro (não residencial)
- 9-th bairro (não residencial)
- Rushes
- Novo
- Rodina
- Jogos Olímpicos
- West
- Norte
- Bairro Dorozhnik
- Norte-2 (vizinhança 8)
- À base de óleo
- Selstroy
- juventude bairro

## Economia
- TBRu Alumínio do Cazaquistão "principal centro de negócios da cidade.
- "Elevador Torgai"
- Construção Enterprise Alyuminstroy "
- Plant ZBV "Alyuminstroy.
- Arkalyk fábrica de roupas (não funciona, o edifício parcialmente quebrados).
- Arkalyk Ptahofabryka LLP Agroptitsfabrika "(lançado em 2009).
- LLP Armash.
- Ramo de JSC "Kazvtorchermet.
- Usina de asfalto.
- Fábrica de Cascalho.

## Transporte
External Surface Transportation:
- ferroviários. Arkalyk estação ()
- ônibus de Kustanai, e Astana

Superfície Interna Transporte:
- ônibus (ida e um caminho: a cidade - 35 tenge).
- As viagens aéreas e levadas Aeroporto Arkalyk ", entre as cidades de Alma-Ata, Moscovo, Astana, em 1998, ele não foi explorado.